# شلی لونی
شلی لونی (انگلیسی: Shelley Looney؛ زادهٔ ۲۱ ژانویهٔ ۱۹۷۲) بازیکن هاکی روی یخ اهل ایالات متحده آمریکا بود.